# Ramón Abrahín
Ramón Amado Abrahín (2 de abril de 1914 -16 de octubre de 2001) fue un militar argentino que condujo el Ministerio de Aeronáutica de la Nación entre 1955 y 1956 durante la dictadura denominada «Revolución Libertadora».

## Biografía
Nació en la localidad de Villa General Roca, provincia de San Luis, el 2 de abril de 1914, siendo hijo de un almacenero sirio, de allí que recibiera el apodo de «Turco». En la Guía Assalam del Comercio Sirio-libanés de 1927-1928 se listan dos establecimientos comerciales propiedad de Julián y Salomón Abrahín en Villa General Roca. En 1932, ingresó al Colegio Militar de la Nación, egresando como subteniente de artillería tres años después con un buen rendimiento académico. Pasó a la Fuerza Aérea Argentina el grado de teniente primero, ingresando a la Escuela de Aviación Militar en 1936.
En 1947 fue Presidente de la 1er. Comisión Directiva, fundadora del Aeroclub Villa Mercedes en la Pcia.de San Luis.
Durante la autoproclamada Revolución Libertadora, que había derrocado a Juan Domingo Perón, Abrahín, con el rango de vicecomodoro, fue designado como ministro de Aeronáutica desde el 24 de septiembre de 1955. Desempeñó el cargo hasta el 4 de enero de 1956, durante los Gobiernos de facto de Eduardo Lonardi y Pedro Eugenio Aramburu. Abrahín era identificado con el ala liberal de la fuerza aérea. Durante su cargo, se trasladaron del Ministerio de Transportes al Ministerio de Aeronáutica todas las dependencias de la aviación comercial, la Dirección Nacional de Transporte Aéreo y Aerolíneas Argentinas, que fue intervenida.
Ya con el grado de brigadier, y durante la Presidencia de Arturo Frondizi, el 13 de septiembre de 1958 fue nombrado como Secretario de Estado de Aeronáutica del Ministerio de Defensa, ejerciendo el cargo hasta el 16 de agosto de 1961. Asumió el cargo en reemplazo del comodoro Roberto Huerta. Abrahín en ese momento era accionista y director Transcontinental S. A., una empresa aérea privada. Como secretario, tenía bajo su mando la estatal Aerolíneas Argentinas, estando bajo sospecha de ser un cabildero de su empresa (pese a haber renunciado a sus activos al ser nombrado en el cargo).
Posteriormente fue embajador de Argentina en la República Árabe Siria.